# Bennhausen
Bennhausen is een plaats in de Duitse deelstaat Rijnland-Palts, en maakt deel uit van de Donnersbergkreis.
Bennhausen telt 156 inwoners.

## Bestuur
De plaats is een Ortsgemeinde en maakt deel uit van de Verbandsgemeinde Kirchheimbolanden.
| 1960–1974 | Richard Zerger  |
| 1974–1982 | Erich Eymann    |
| 1983–1993 | Reinhold Huy    |
| 1994–     | Reinhard Horsch |

## Demografie
| 2004 | 2006 | 2009 | 2010 | 2011 |
| 141  | 148  | 145  | 157  | 156  |

## Referentie
- (de)  Reinhold Huy, Vom Hofgut zum Dorf: Bennhausen. Ein Ort schreibt Geschichte, Gemeinde Bennhausen, 2009, ISBN 978-3-926306-60-9.